# Body Blows
Body Blows is een computerspel dat werd ontwikkeld en uitgegeven door Team17 Software Limited. Het spel kwam in 1993 uit voor de Commodore Amiga en DOS. Het spel is een horizontaal scrollend vechtspel van het type een beat 'em up. De speler kan kiezen uit vier karakters, te weten: Dan/Nik (twee identiek vechtende broers), Lo-Ray (boeddhistische monnik) en Junior (bokser). Het spel omvat verschillende tegenstanders. 

## Platforms
| Platform | Jaar |
| -------- | ---- |
| Amiga    | 1993 |
| DOS      | 1993 |

## Ontvangst
| Beoordeeld door                | Platform | Datum           | Score |
| ------------------------------ | -------- | --------------- | ----- |
| Freak                          | Amiga    | augustus 1993   | 92%   |
| Amiga Joker                    | Amiga    | maart 1993      | 83%   |
| The DOS Spirit                 | DOS      | 6 december 2006 | 83%   |
| Amiga Games                    | Amiga    | oktober 1994    | 74%   |
| PC Player (Duitsland)          | DOS      | oktober 1993    | 64%   |
| PC Games (Duitsland)           | DOS      | oktober 1993    | 62%   |
| High Score                     | DOS      | november 1993   | 60%   |
| Power Play                     | Amiga    | mei 1993        | 60%   |
| Power Play                     | DOS      | oktober 1993    | 52%   |
| ASM (Aktueller Software Markt) | Amiga    | mei 1993        | 50%   |